# با تمام عشقم
«با تمام عشقم» (انگلیسی: On My Love) ترانه‌ای از خوانندهٔ سوئدی، زارا لارسن و دی‌جی فرانسوی، دیوید گتا است. این ترانه به‌عنوان سومین تک‌آهنگ از چهارمین آلبوم استودیویی لارسن با نام ونوس (۲۰۲۴) در ۱۵ سپتامبر ۲۰۲۳ از طریق سامر هاوس و اپیک منتشر شد. این ترانه دومین همکاری آن‌ها پس از ترانهٔ «این یکی برای توست» (۲۰۱۶)، ترانه رسمی جام ملت‌های اروپا ۲۰۱۶، محسوب می‌شود. این ترانه در چایگاه سوم جدول‌های موسیقی در لتونی و سوئد و در جایگاه ده جدول‌های موسیقی در نروژ و جمهوری چک قرار گرفت.

## پیش‌زمینه و آهنگسازی
زارا لارسن در تاریخ ۷ سپتامبر ۲۰۲۳ از طریق شبکه‌های اجتماعی خود، این ترانه را معرفی کرد. لارسن در توضیح این قطعه گفت که ترانه دربارهٔ روابط مهم در زندگی است که باعث می‌شود «همه‌چیزت را برایشان بگذاری». این ترانه به‌طور واضح مشخص نمی‌کند که دربارهٔ «یک رابطهٔ افلاطونی»، عشق به یک عضو خانواده یا یک معشوق است، اما محور اصلی آن شخصی است که «شادمانی خالص» به همراه می‌آورد. لارسن پس از انتشار ترانه، آن را به خواهرش، هانا تقدیم کرد. «با تمام عشقم» به‌عنوان یک «سرود مناسب ایبیزا با حال و هوای اندکی غمگین سوئدی» توصیف شده و همچنین به‌عنوان یک «سرود دنس پاپ» نیز توصیف می‌شود.
این ترانه در گام سی بمل مینور ساخته شده و دارای سرعت ۱۲۳ ضربه در دقیقه است.

## موزیک ویدئو
موزیک ویدئو همراه با ترانه که توسط گروه دو نفرهٔ موتانت کارگردانی شده و زارا لارسن خود نیز در مقام دستیار کارگردان حضور دارد، در ۱۵ سپتامبر ۲۰۲۳ منتشر شد و به‌عنوان «قصیده‌ای» برای رابطهٔ نزدیک لارسن با خواهرش محسوب می‌شود. ویدئو با صحنه‌ای آغاز می‌شود که لارسن در دوران کودکی، خواهرش را معرفی می‌کند و سپس خواهرش با کلاه ایمنی دوچرخه‌سواری ظاهر می‌شود. تصاویر بعداً به زمان حال منتقل شده و خواهران را در حال موتورسواری و شنا با دوستان نشان می‌دهد.